# Porte San Giorgio
Pour l’article homonyme, voir Porta San Giorgio (Vérone).
La Porta San Giorgio est une porte médiévale située à l'extrémité sud-est des murs de l'Oltrarno à Florence, en Italie. Les remparts de la forteresse du Belvédère, commencés en 1590, sont adjacents à la porte.

## Histoire et décoration

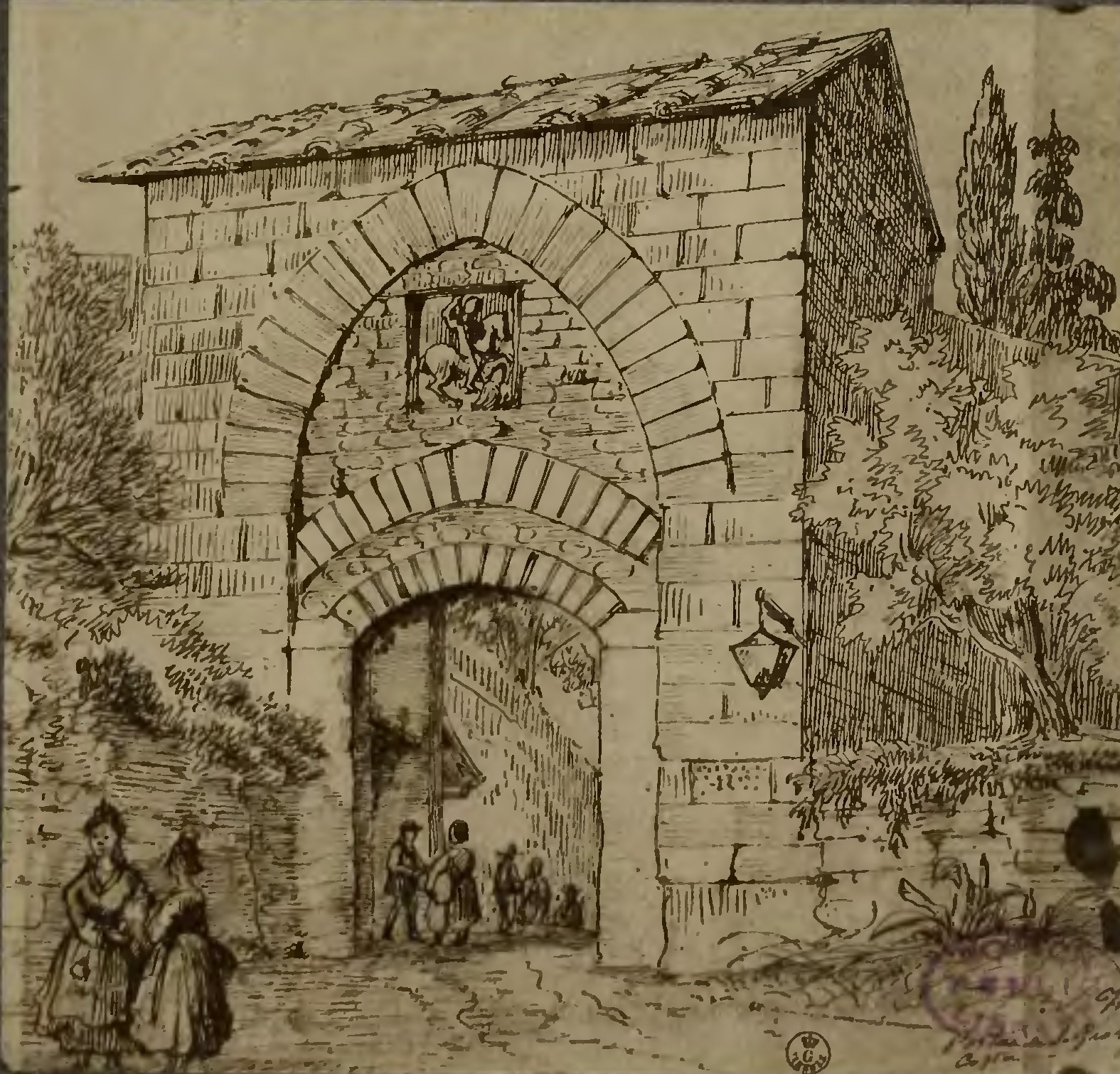
Gravure de la porte San Giorgio extraite du livre Cent vues de la Florence antique par Anton Giuseppe Pagani, 1789

La porte a été érigée en 1324 dans le sixième et dernier ensemble de murs de la ville de Florence. Il a été nommé d'après l'église voisine, mais qui n'existe plus, de San Giorgio. Giorgio Vasari a attribué l'architecture à Bernardo Daddi, bien que plus récemment, elle ait été attribuée à Andrea Orcagna. En 1529, lors du siège de Florence, la porte a été scellée par Michel-Ange, pour la défendre contre les canonnades. Lors d'une reconstruction en 1937, le portail intérieur a été élargi. 
La lunette intérieure de la voûte avait une fresque du XIVe siècle de Bicci di Lorenzo, Vierge à l'Enfant entre les saints, avec saint Georges à droite en armure, son bouclier portant une croix rouge sur fond blanc, à l'époque le symbole héraldique de Florence. Cette fresque a été déposée en 2018 pour restauration. Sur la face extérieure se trouve une plaque de marbre avec un bas-relief, Saint Georges terrassant le Dragon d'Andrea da Pontedera.